# 昨夜のカレー、明日のパン
『昨夜のカレー、明日のパン』（ゆうべのカレー、あしたのパン)は、脚本家の木皿泉による小説。木皿の小説処女作であり、第27回山本周五郎賞候補作、第11回本屋大賞で2位にランクインした。2014年10月期からNHK BSプレミアムで実写テレビドラマ化された。

## 登場人物
寺山徹子（テツコ）
本作の主人公。19歳の時に一樹と結婚して寺山家に嫁入りするも、21歳で一樹を病気で亡くす。その後は義父である連太郎と同居している。現在は同じ会社に勤める岩井と交際しているものの結婚までは考えられない。
寺山連太郎（ギフ）
本作のもう一人の主人公。気象予報士。一人息子の一樹をなくした後、親から譲り受けた平屋で娘のテツコと暮らしている。テツコからはギフと呼ばれている。かつてパチンコに依存したことがあるが、妻である夕子に諌められて立ち直った。
岩井さん
テツコの会社の同僚で恋人。マイペースな言動でしばしばテツコをイラつかせるが、根は純粋で優しい。「見えた」が口癖。へこむとパンケーキを食べたがる。
寺山一樹
連太郎と夕子の一人息子でテツコの夫。学生時代は相当もてたが、23歳でテツコと結婚する。25歳の若さで病気によりこの世を去る。
小田宝（タカラ）
寺山家の隣家に住む、一樹の幼馴染。航空会社で客室乗務員を務めていたが、ストレスにより突然笑うことができなくなり、退職した。笑えないために眉をひそめた表情をするため、連太郎やテツコからは「ムムム」というあだ名で呼ばれる。連太郎とのやり取りをきっかけに立ち直る。その後は中学校の同級生だったサカイ、深津とともに、「パワースポット」という名の総菜屋を始める。
小川里子（師匠）
テツコの友人。山ガール。連太郎に山登りの指導をする。
虎雄
一樹の従弟。一樹の死後、愛車を受け継ぐ。オオちゃんと婚約するが、車の扱いをめぐって険悪になる。
寺山夕子
連太郎の妻。知り合いが亡くなる直前に涙が止まらなくなるという能力を持つ。
女の子
小学五年生。川に飛び込もうとしたところで岩井に出会う。
加藤さん
夕子が勤めていた会社の先輩。
オオちゃん
虎雄の婚約者。合理的で妥協しない性格。
サカイ君
タカラの中学校の同級生。産婦人科医を勤めていたが、顔面神経痛を患い、意図しないところで笑ってしまうため、退職した。タカラ、深津とともに総菜屋「パワースポット」を始める。
深津
タカラの中学の同級生。虎雄の先輩。家業の寺を継いだものの、バイク事故で正座ができなくなり、廃業した。タカラ、サカイとともに総菜屋「パワースポット」を始める。
黒河内
タカラの客室乗務員時代の後輩。バカっぽい言動とは裏腹に先輩思いであり、タカラが立ち直る手助けをする。

## 漫画版
comicスピカ（幻冬舎コミックス）にてNo.36（2014年9月26日発売）からNo.41まで連載。comicスピカの休刊に伴い、月刊バーズに移籍し2015年6月号から同年9月号まで連載された。作画は渡辺ペコ。

## テレビドラマ
2014年10月5日から11月16日まで毎週日曜日22:00 - 22:49に、NHK BSプレミアム「プレミアムドラマ」枠で放送された。主演は仲里依紗。全7回。原作者の木皿自身が脚本を務め、撮影は同年7月から9月にかけて行われた。放送批評懇談会ギャラクシー賞2014年11月度月間賞受賞。

### あらすじ
テツコは夫・一樹と死別して7年、ギフと呼ぶ義父の連太郎と二人暮らしをしている。今は同僚の岩井さんと恋人的関係になっているものの、岩井さんからのプロポーズをとても受けられないくらい一樹のことを忘れられない。岩井さんからプロポーズされたことや、こっそり一樹の骨を（岩井さんの部屋に行く時以外は）持ち歩いていることも、おしゃべりな同僚ギダリエによって知られたくない人たちに明かされてしまう。
お向かいの小田さんの元CAの娘は一樹の幼なじみで、一樹の死を境に笑顔になれなくなりCAを退職、ギフから「ムムム」と呼ばれるくらい無表情に自宅に籠もった生活をしていた。一樹との思い出をギフと語る内に、ムムムは自分が一樹にプレゼントした雪だるまの人形が形見として欲しくなり、ギフとテツコが探し疲れて眠り込んでしまうくらい遅くまで人形を探す。倒れ込んでいる二人と散乱した室内に驚いた岩井さんであったが、寝言でテツコが一樹に語りかけるのを聞きながらふとテツコに渡した写真にそのありかが写っていたのだった。ムムムはその人形をCAの後輩・黒河内に頼み込み、それを常に持って空を飛んでくれたら自分も笑顔に戻れる気がすると言う。黒河内は大好きな先輩ムムムが笑顔になるためにはとその願いを受けて空を飛ぶ。それを見送るギフとムムム。
虎尾に引き取られていたテツコと一樹の思い出の車は虎尾とその婚約者との喧嘩の種。虎尾もテツコの持つ一樹の骨同様、手放したくない気持ちがあるが、意外にテツコはそれを手放して良いと言う。内心、二人とも一樹との思い出からの別れを意識し始めていた。
ギフも何時までも自分がテツコを引き留めて幸せを逃す原因になっているのではと気になってしまっていた。テツコから紹介された山ガールと一緒に登山しながら、互いに過去の愛の傷と積極的に向き合う。かつてギャンブルにのめり込んだギフに今は亡き妻夕子が「自分を刺せ」と首を差し出した強い意志を小川さんの首に見たのだった。小川さんも恋に前向きに下界で生きる気持ちになる。ムムムも同じ境遇のサカイ君から提案された総菜屋「パワースポット」開店に少しずつ気持ちが前向きになり始める。
夕子さんの法要に出す料理がムムムたち「パワースポット」の三人の初仕事になる。しかし、法事の立て続く時期で、怪我で僧侶を辞めていた深ッチンも僧侶として復帰し寺山家を担当しており助っ人を頼むがその助っ人も急に来れなくなる。魚を捌くことが得意な岩井さんが急遽更なる助っ人として寺山家に来る事になった。その後ろをスキップして付いてくる女性。寺山家まで一緒に付いてきたその女性のことを岩井さん以外は全く見えない。仏壇に飾られた夕子さんの写真を見て「この人です」と言ったことから夕子さんの幽霊が来ていると大騒ぎに。そして夕子さんの妹・朝子が連れてきた男性のことをみんなが誰だと騒ぐが、朝子が「私の隣に誰もいない」と嘘を言った事でまたも幽霊騒ぎに。夕子さんの言葉を岩井さんがテツコに伝えたり、後から加わった一樹の姿に岩井さんが心揺れたり、テツコも見えない一樹の姿に心を揺らす。
岩井さんがテツコの心の中の一樹の存在の大きさに打ちひしがれた頃、テツコは岩井さんを忘れきれるか悩む。そんなテツコの姿に、テツコが岩井さんと別れたと聞いた同僚から「岩井さんが結婚詐欺に遭った」という噂を聞かされる。しかも大金を渡した相手が小学生だったと分かると、テツコは岩井さんに食ってかかるほど怒る。一方、小川さんへほのかに恋していたギフは小川さんの結婚式の知らせに愕然。向かいの小田さんも娘ムムムに約束のお金が工面できずに困っていた。ギフはとっておきの品を使う時が来たと秘蔵の十手を質に持ち込むがただのメッキで屑だとわかりまたも愕然。朝子もテツコの上司からお金を無心されていた。ギフと朝子が出かけた訳も知らず、自宅にあった上司の写真に十手を載せたテツコは上司を「下手人」と名付け、その名はギダリエによって社内に広まり朝子を惑わせる事に。
実は岩井さんは結婚詐欺に遭ったわけでは無く、その女の子が人間関係に深く絶望して死のうとしていたこと、そして岩井さんをそんな絶望的な人間と同じだと思ってついた嘘がその大金だった事をその子から知らされたテツコは、お金を返したいと言う女の子の話に、その子の心を救った岩井さんの温かさを感じるのであった。そんな岩井さんにテツコは「魔法のカードをくれたら結婚を考えても良いよ」と言う。朝子に断られた上司は腹いせにテツコの机に資料を山と積む。それを手伝う岩井さんはテツコに「最強のカード」を渡す。
テツコはついに一樹への思いを断ち切る決心をする。骨を墓に納めるために虎尾や深ッチンと墓地に向かい、虎尾も思い出の車と別れる決心をする。岩井さんの双子の兄が家出した事で岩井さんが会社を辞めるかも知れないという話にテツコの気持ちは揺れる。ギフは書道教室で出会った富士子に心揺らぎ、富士子が寺山家に来ると寂しい朝子も自宅に押しかける。岩井さんのお兄さんが入れ替わりにテツコの街に現れ、本人と間違われたり、逆に事情を知ってお兄さんの心を救う言葉をかけられたり、富士子と朝子がバトルになったり。一騒動が終わった寺山家に帰宅したテツコは、自宅に広がるカレーの匂いに心安らぐ気持ちを感じ涙する。
ある日、ギフは書き置きをして旅に出た。どうも富士子と一緒らしい。しかし、ギフは富士子に騙されていたのだった。テツコに事情を言えず岩井さんの部屋に転がり込んだギフと大量の家具。住む場所がなくなった岩井さんは真相を語れないままギフと寺山家に避難してくる。ギダリエはついに結婚することになった。北欧家具のカタログを見てズル休みしてるところを見つけた岩井さんは逃げるギダリエを追いかけ「壁ドン」をかます。一方、ギフは食堂で逃亡した富士子とバッタリ。逃げる富士子を追いかけ、実は富士子に利用されているようで実は自分が富士子を利用していたと告白。ギフはテツコに気を遣われたり遣ったりすることも良いかと心が固まる。寺山家でギフと枕を並べた岩井さんは、ギフから貰った言葉に心打たれ、ギフが食べるはずだった仏壇の固いご飯を自分が食べると言い、寺山家で自分も暮らす気持ちになる。ギフの「お荷物」（大量の家具）を片付けた岩井さんの言葉でギダリエに疑念を抱いたテツコがギダリエに「壁ドン」をかますが、要らぬ焼き餅を焼いたことを見透かされて「逆壁ドン」をかまされる。酔った岩井さんを救った路上コトバ師から「誰よりも幸せになってよし」と背中を押されたテツコ。寝入った岩井さんの手をしっかりと握る。

### キャスト
詳細な人物設定は原作の登場人物を参照。本項ではドラマ独自の人物設定を記載。
- テツコ（寺山 徹子） - 仲里依紗
- ギフ（寺山 連太郎） - 鹿賀丈史
- 岩井さん（岩井 正春） - 溝端淳平
- 寺山 一樹 - 星野源（幼少期：中野遥斗 / 少年期：秋間将汰）
- ムムム（小田 宝） - ミムラ（幼少期：栗本有規）
- 秋山 朝子 - 片桐はいり
- 寺山 夕子 - 美保純
- 小田 和正 - 小倉一郎
- 小田 みゆき - 筒井真理子
- ギダリエ（柳田 理恵子） - 小野ゆり子
- 竹内 虎尾 - 賀来賢人
- 山ガール（小川 里子） - 吉田羊
- サカイ君（坂井 良一） - 福士誠治

#### ゲスト
キャスト名横の表記は出演回。
第1話
- 上司 - マキタスポーツ（第2・5・最終話）

第2話
- 黒河内 純子 - 野村麻純
- 医師 - 堀文明

第4話
- 深ッチン（深津） - 趙珉和（第5話 - 最終話）
- 芹沢 鯨 - 栗原類

第5話
- まりえ - 蒔田彩珠
- 岩井の同僚 - 園田玲欧奈（最終話）

第6話
- 岩井 冬彦 - 溝端淳平（二役）
- ギダリエの彼氏（篠山 興信） - 夙川アトム（最終話）
- 虎尾の彼女（大崎 朋子） - 藤本泉（最終話）
- 富士子 - 毬谷友子（最終話）

最終話
- 路上コトバ師 - 星野源（二役）

### スタッフ
- 原作 - 木皿泉『昨夜のカレー、明日のパン』（河出書房新社）
- 脚本 - 木皿泉
- 音楽 - 阿南亮子
- 演出 - 茂原雄二、阿部雅和、佐々木詳太
- 主題歌 - プリンセス プリンセス「M」（CBSソニー）
- タイトルCG - 永井秀実
- 料理監修 - 高山なおみ
- 天気予報指導 - 和田光明
- 写真提供 - Jリーグフォト
- 制作統括 - 磯智明（NHK）、中山ケイ子（FCC）
- 制作著作 - NHK、FCC

### 放送日程
| 各話   | 放送日   | サブタイトル     | 演出       |
| ------ | -------- | ---------------- | ---------- |
| 第1回  | 10月05日 | 台風とくす玉     | 茂原雄二   |
| 第2回  | 10月12日 | 星と雪だるま     | 阿部雅和   |
| 第3回  | 10月19日 | 山とエレベーター | 佐々木詳太 |
| 第4回  | 10月26日 | 幽霊と△          | 茂原雄二   |
| 第5回  | 11月02日 | カードと十手     | 佐々木詳太 |
| 第6回  | 11月09日 | 蟻とオンナ       | 茂原雄二   |
| 最終回 | 11月16日 | ご飯と銀杏       | 茂原雄二   |

| NHK BSプレミアム プレミアムドラマ        | NHK BSプレミアム プレミアムドラマ                   | NHK BSプレミアム プレミアムドラマ                                      |
| 前番組                                   | 番組名                                              | 次番組                                                                 |
| ---------------------------------------- | --------------------------------------------------- | ---------------------------------------------------------------------- |
| そこをなんとか2 （2014.8.3 - 2014.9.21） | 昨夜のカレー、明日のパン （2014.10.5 - 2014.11.16） | ひとつ星の恋 〜天才漫才師 横山やすしと妻〜 （2014.11.23 - 2014.11.30） |